# Making a Scene
Making a Scene (v anglickém originále Making a Scene) je americký krátkometrážní film z roku 2013. Režisérem filmu je Janusz Kaminski. Hlavní role ve filmu ztvárnili Cate Blanchett, Bradley Cooper, Chiwetel Ejiofor, Adele Exarchopoulos a Greta Gerwig.

## Obsazení
| Cate Blanchett      | žena 1 |
| Bradley Cooper      | muž 1  |
| Chiwetel Ejiofor    | muž 2  |
| Adele Exarchopoulos | žena 2 |
| Greta Gerwig        | žena 3 |
| Oscar Isaac         | muž 3  |
| Michael B. Jordan   | muž 4  |
| Julia Louis-Dreyfus | žena 4 |
| Robert Redford      | muž 5  |
| Forest Whitaker     | muž 6  |
| Oprah Winfrey       | žena 5 |